# Torbjørn Ekelund
Torbjørn Lysebo Ekelund (* 1971) ist ein norwegischer Journalist und Autor.

## Werdegang
Ekelund schreibt unter anderem für die Tageszeitung Dagbladet und ist Mitherausgeber eines unabhängigen kleinen Buchverlags. Er ist Mitbegründer des Onlinemagazin harvestmagazine.no, in dem er über Abenteuer in der Wildnis und die Beziehung des Menschen zur Natur erzählt.

## Privates
Torbjørn Ekelund lebt mit seiner Familie in Oslo. In dem Buch „Mein Sohn und der Berg“ beschreibt er eine mehrtägige Wanderung mit seinem, zum Zeitpunkt der Wanderung siebenjährigen Sohn August.

## Publikationen
Bislang erschienen folgende Werke:
- „Im Wald. Kleine Fluchten für das ganze Jahr“ (2014)
- „Mein Sohn und der Berg“ (2017)
- „Gehen“ (2018)[2][3]
- „Größer als ich“ (Autobiografie von Aksel Lund Svindal): als Mitherausgeber (2019)